# Magne Thormodsæter
Magne Thormodsæter (1973, Bergen) is een Noorse contrabassist en componist in de jazz. Hij werkte samen met onder meer Terje Rypdal, Ståle Storløkken, Paolo Vinaccia, Karin Krog en John Surman.

## Loopbaan
Thormodsæter studeerde jazz aan het Trondheim Musikkonservatorium, en is nu associate Professor aan de Griegakademiet, Department of Music, University of Bergen. Hij speelt met een eigen trio en speelt in groepen als "Bungalow", Knut Kristiansen Trio, Lena Skjerdal Trio, Qvales Ensemble, The Wedding en Zumo.

## Prijzen
- Vossajazzprisen 2004

## Discografie
Met de Bergen Big Band

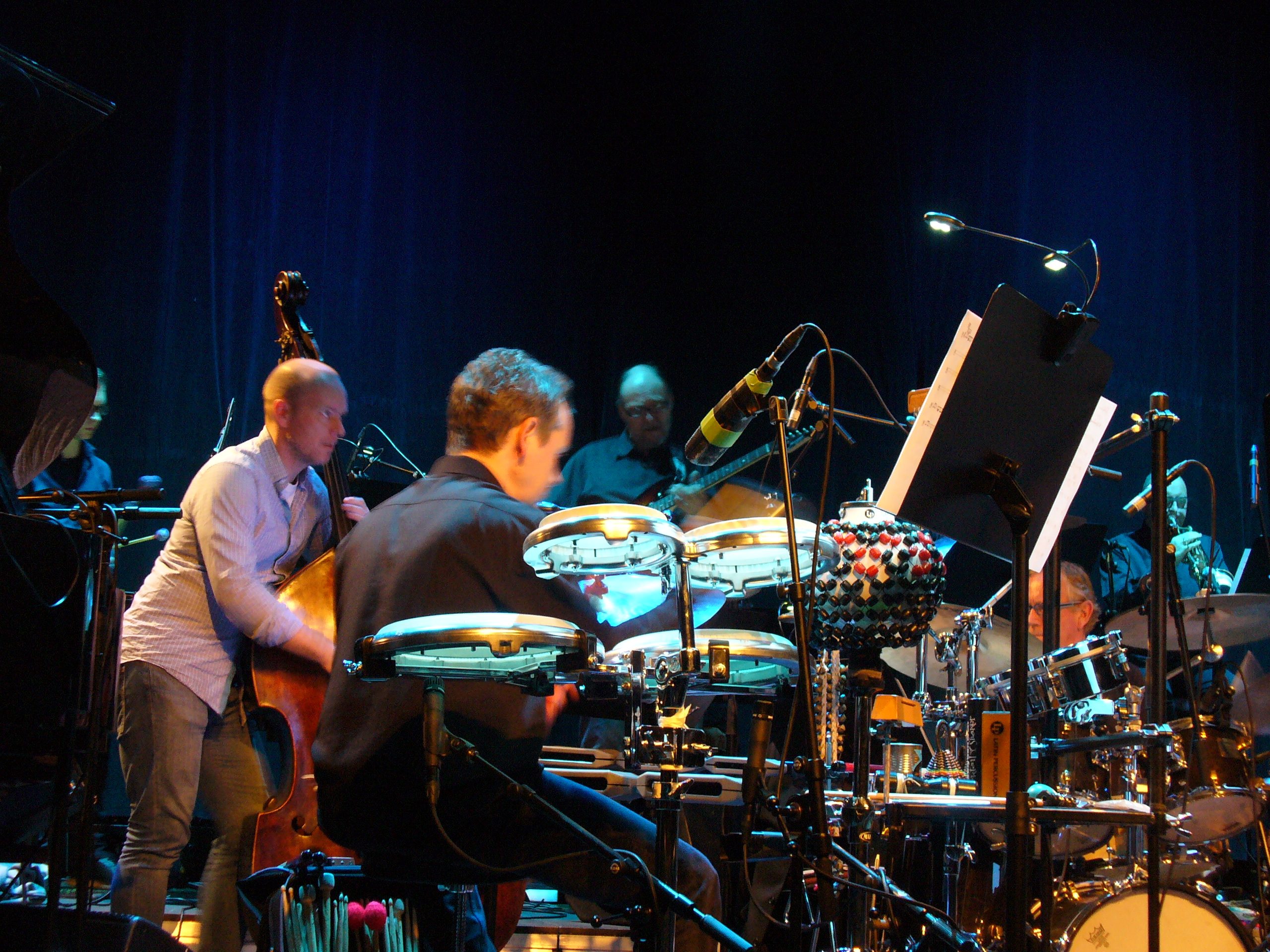
Magne Thormodsæter met BBB in 2014.
Foto: Knut Andersen

- 2003: Adventures in European New Jazz and Improvised Music (Europe Jazz Oddysey), met Mathias Rüegg, het nummer "Art & Fun" op een compilatiealbum
- 2005: Seagull (Grappa), met Karin Krog, geleid door John Surman, live-opname Nattjazz Festival, Bergen 2004
- 2007: Meditations on Coltrane (Grappa), met The Core
- 2008: Som den gyldne sol frembryter (Grappa)
- 2010: Crime Scene (ECM), met Terje Rypdal, liveopname Nattjazz Festival, Bergen 2009

Samenwerkingen
- 2000: City Dust (Curling Legs), met Helén Eriksen
- 2003: Adventures in European New Jazz and Improvised Music (Europe Jazz Odyssey), compilatiealbum verschillende artiesten
- 2004: Grønn (Kirkelig Kulturverksted), met Qvales Ensemble
- 2005: Siste Stikk (MajorStudio), met Vamp
- 2005: Join Me in the Park (EMI, Norway), met Nathalie Nordnes
- 2005: Inventio (Jazzaway), als lid Svein Olav Herstad Trio met Håkon Mjåset Johansen
- 2008: The Good or Better Side of Things (Kirkelig Kulturverksted), met "Garness»
- 2012: Jeg Har Vel Ingen Kjærere (Plush Badger Music), met Anne Gravir Klykken